# Dècada del 430 aC

## Esdeveniments
- S'acaba de construir el Partenó
- Estàtua de Zeus a Olímpia, meravella del món
- Es formula la teoria dels quatre humors
- Guerra entre Atenes i Esparta

## Personatges destacats
- Anaxàgores
- Empèdocles
- Arquidam II
- Metó (astrònom)